# Eva Chamberlain

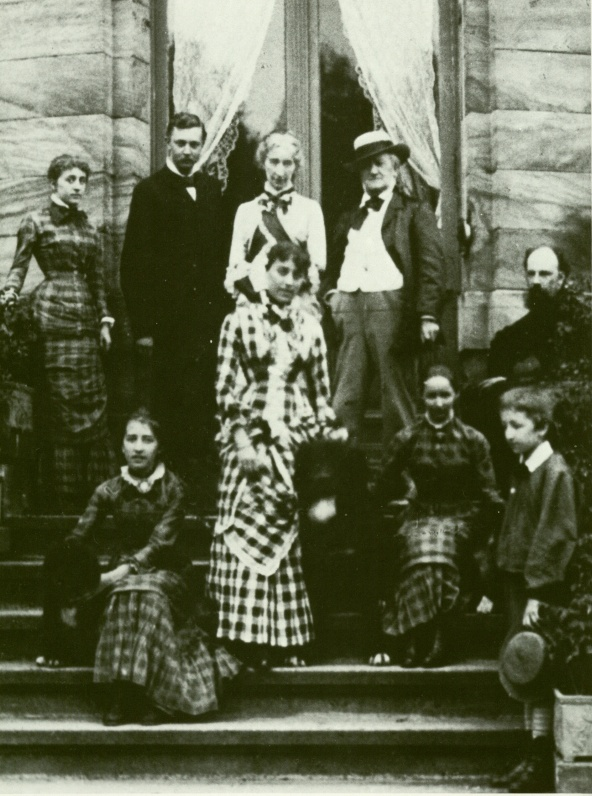
Richard Wagners Familie, August 1881.
von links Oben: Blandine, Heinrich von Stein (Siegfrieds Hauslehrer), Cosima, Richard, der Maler Paul von Joukowsky; unten: Isolde, Daniela, Eva, Siegfried.

Eva Chamberlain (* 17. Februar 1867 in Tribschen, Kanton Luzern, Schweiz als Eva Maria Freiin von Bülow; † 26. Mai 1942 in Bayreuth, Bayern, Deutsches Reich) war die Tochter von Richard Wagner und Cosima Wagner und die Gattin von Houston Stewart Chamberlain.

## Leben
Eva wurde als Tochter Richard Wagners geboren, ihre Mutter war aber noch mit Hans von Bülow verheiratet. Mit ihren Geschwistern Isolde und Siegfried wurde Eva durch einen Hauslehrer erzogen, ihre Halbschwestern Blandine und Daniela wurden in einem Internat untergebracht.
1906 übernahm Eva in der Villa Wahnfried in Bayreuth die Oberaufsicht über die Pflege der kranken Mutter, erledigte deren Post und hatte als einziges Familienmitglied Zugriff auf das Familienarchiv. Sie nutzte dies zur Schönung von Wagners Biografie. 1908 heiratete sie den Schriftsteller Houston Stewart Chamberlain. Sie erwarben eine stattliche Villa neben der Villa Wahnfried, die sie 1916 bezogen (heute Jean-Paul-Museum).
In den 1920er und 1930er Jahren waren sie und ihre Schwester Daniela das Haupt der Altwagnerianer, die sich gegen jede Modernisierung der Werke Richard Wagners aussprachen. Zum 26. Januar 1926 trat sie der NSDAP bei (Mitgliedsnummer 29.205). 1933 erhielt sie die Ehrenbürgerwürde der Stadt Bayreuth. Sie war Trägerin des Ehrenzeichens der NSDAP. Als sie 1942 an den Folgen eines Krebsleidens verstarb, wurde ihr ein Ehrenbegräbnis der NSDAP zuteil, bei dem der damalige bayrische Minister Adolf Wagner die Trauerrede hielt.

## Bildergalerie

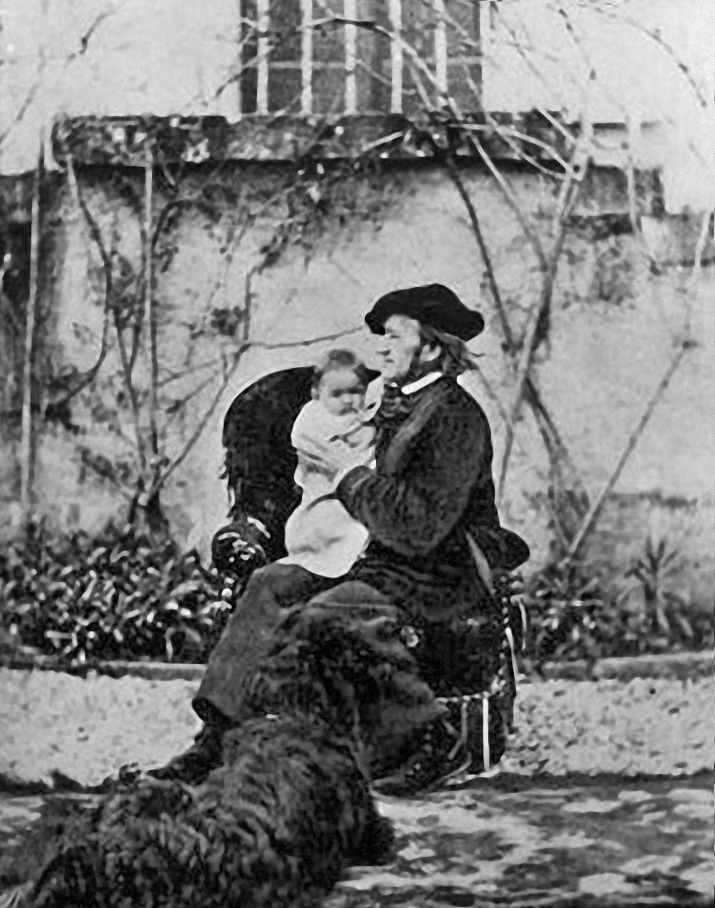
Richard Wagner mit Tochter Eva 1867
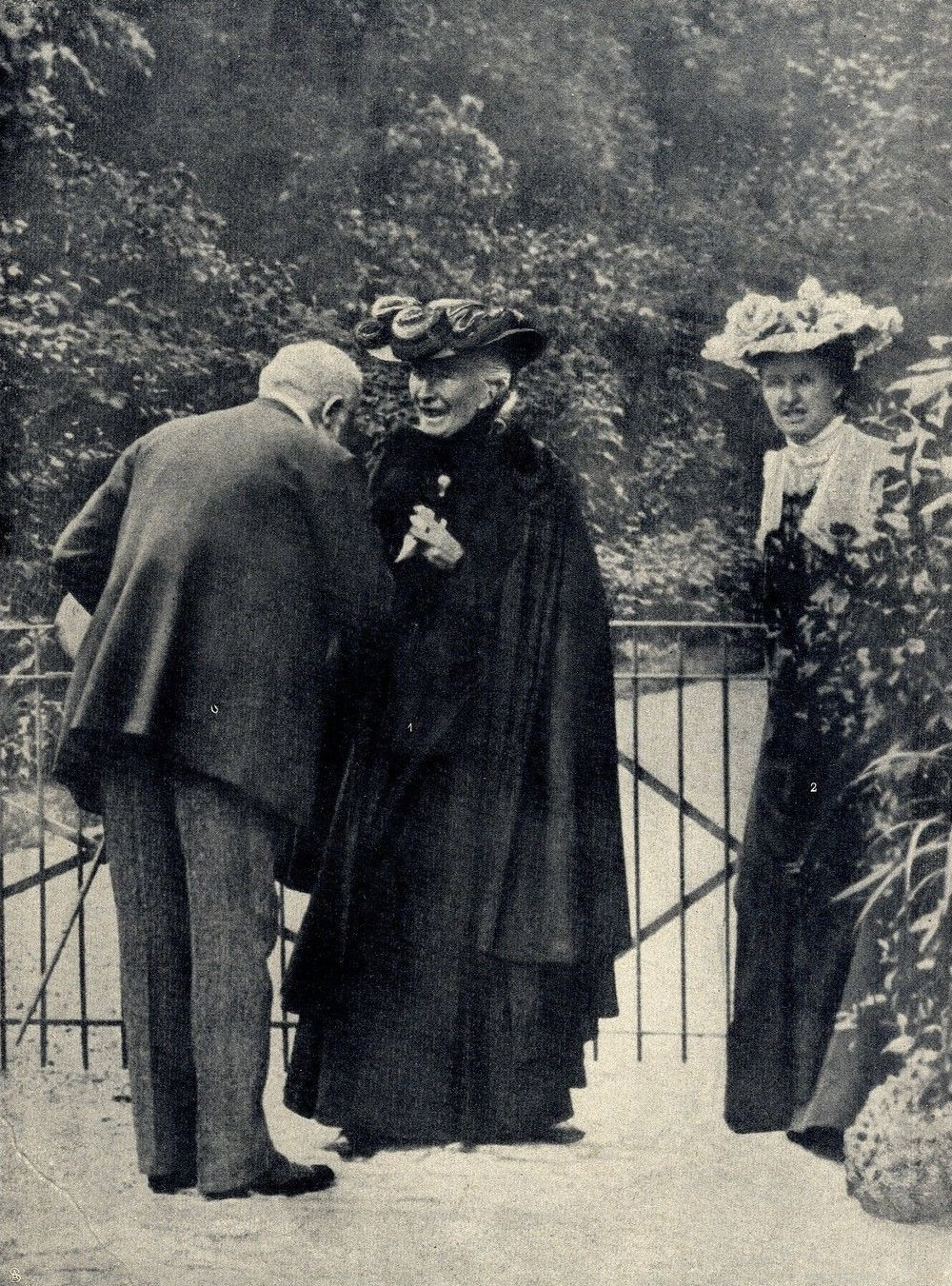
Cosima Wagner mit Tochter Eva, 1906
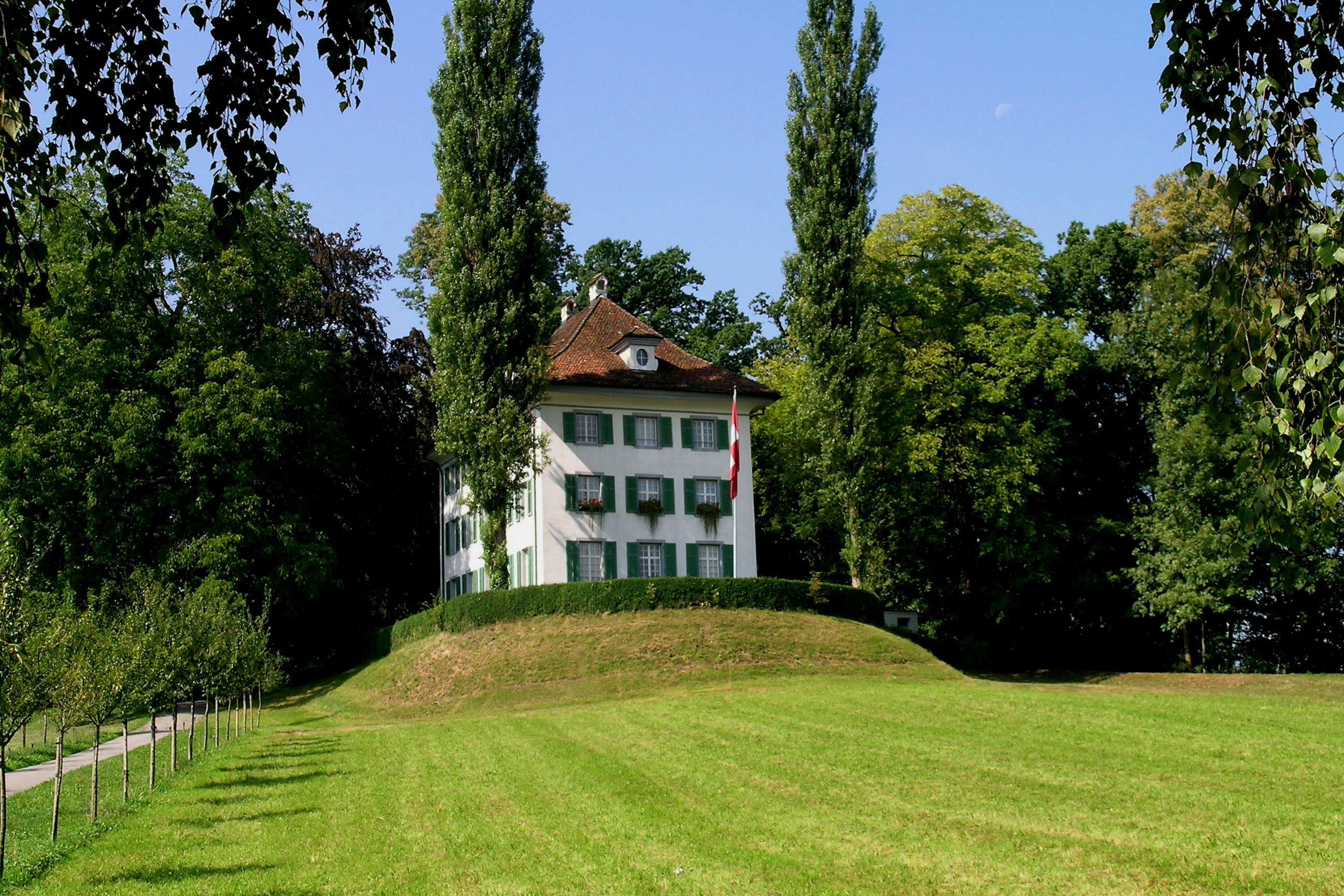
Wagners Haus in Tribschen
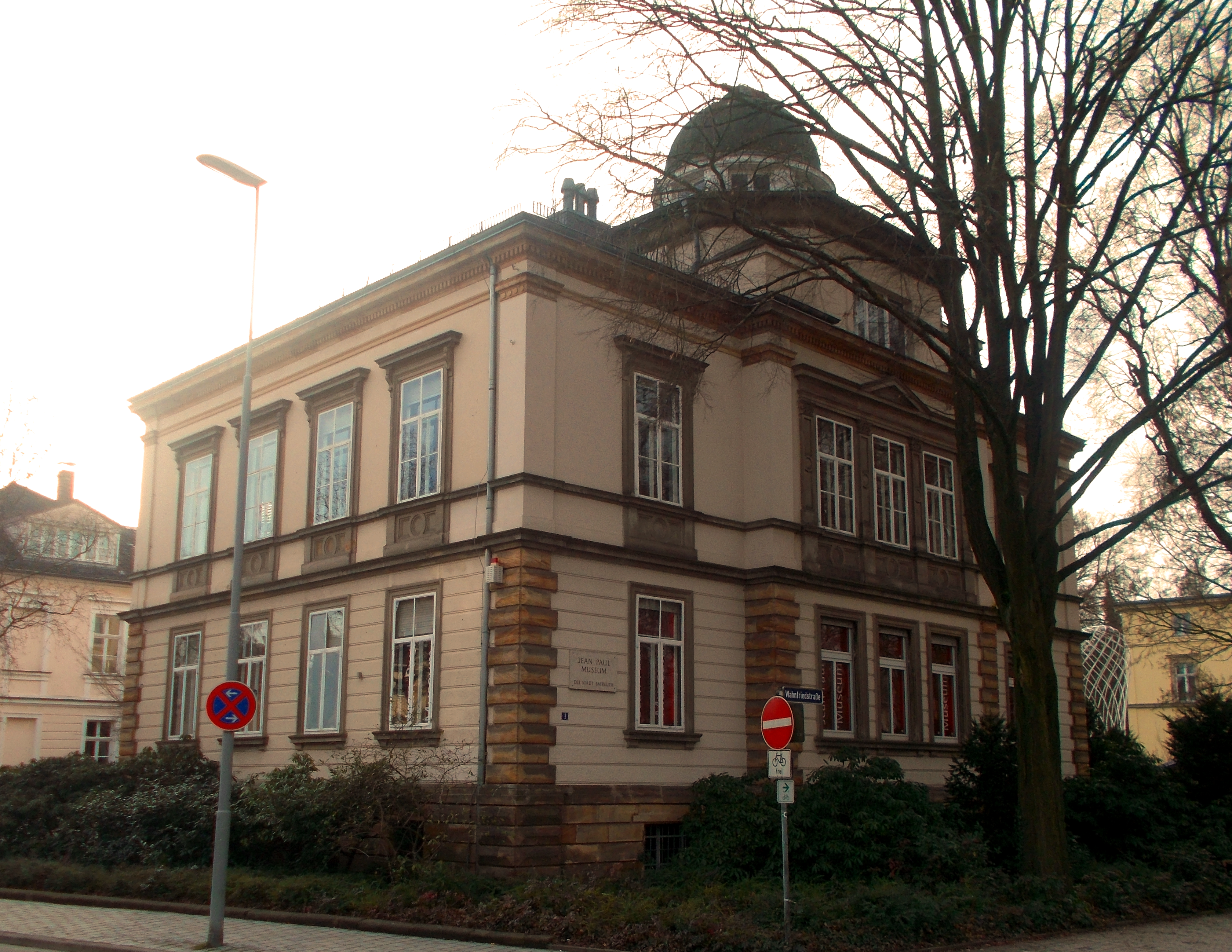
Chamberlainhaus in Bayreuth
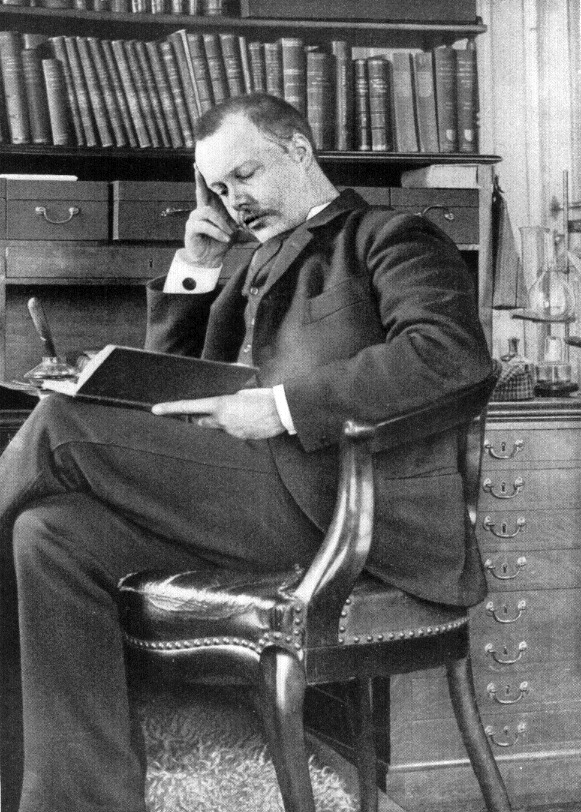
Houston Stewart Chamberlain